# Carl Mannich
Carl Ulrich Franz Mannich (Breslávia, 8 de março de 1877 — Karlsruhe 5 de março de 1947) foi um químico alemão.
Foi professor de química medicinal na Universidade Humboldt de Berlim, de 1927 a 1943. Suas áreas de especialização foram bases ceto, bases álcool, derivados de piperidina, papaverina, lactona e glicosídeo-digitalis.
A reação de Mannich foi assim denominada após sua descoberta do mecanismo em 1912.